# 寂授
寂授，音譯設摩達多，說一切有部論師，相傳與造《發智論》的迦旃延尼子同時。《大毘婆沙論》中記載其學說10條，他提出的剎那緣起學說，是說一切有部四大緣起學說之一。

## 生平
其生平不詳，《大毘婆沙論》記載，迦旃延尼子造《發智論》時，曾經往前向他請益，但因他正在定中，無法請教。據此記載，他與迦旃延尼子為同時代人物。

## 學說
他最著名的學說為剎那緣起。
曾主張中有的存在時間，最多為四十九日。